# Concierto de Varsovia
El Concierto de Varsovia es un concierto de piano escrito por el compositor inglés Richard Addinsell en 1941 para la película Dangerous Moonlight. Addinsell se encargó de componer la melodía, mientras que Roy Douglas contribuyó con la orquestación.
La trama de esta película de amor romántico gira en torno al compositor de la pieza musical, un virtuoso del piano que es piloto de guerra, y se encuentra refugiado en Inglaterra por la ocupación de Polonia en la Segunda Guerra Mundial, y considera el regresar de nuevo a Polonia y unirse de nuevo a la guerra. El actor que interpreta al pianista, tocaba el piano, y por ello es él mismo el que aparece tocando en la película, aunque en la banda sonora la música que se escucha es tocada por Louis Kentner.
Los creadores de la película querían producir algo del estilo de los conciertos de piano de Serguéi Rajmáninov, pero no fueron capaces de persuadir al afamado pianista para que compusiera una nueva pieza o para que interpretara alguna de las existentes.
Spike Milligan hace referencia a la pieza de piano en su autobiografía Adolf Hitler: My Part in his Downfall como el "Terrible y Sangriento Concierto de Varsovia".